# Владимировка (Стерлитамакский район)
Владимировка (баш. Владимировка) — деревня в Стерлитамакском районе Республики Башкортостан Российской Федерации. Входит в состав Первомайского сельсовета.

## История
До 19.11.2008 г. деревня входила в состав Дергачевского сельсовета.

## География

### Географическое положение
Расстояние до:
- районного центра (Стерлитамак): 37 км,
- центра сельсовета (Первомайское): 16 км,
- ближайшей ж/д станции (Стерлитамак): 37 км.

## Население
| 2002 | 2009 | 2010 |
| ---- | ---- | ---- |
| 39   | ↗42  | ↘40  |

Национальный состав
Согласно переписи 2002 года, преобладающая национальность — эрзяне (мордва (67 %)).